# Stephanie Pratt
Stephanie Pratt, född 11 april 1986 i Los Angeles, Kalifornien, är en amerikansk skådespelerska, tv-personlighet och "societetslejon", bäst känd för sin roll i MTVs serie The Hills. Hon är lillasyster till Spencer Pratt, och svägerska till Heidi Montag. Hon är vän med Lauren Conrad. Det visas på The Hills att hon inte har en stark relation till sin bror. Hon medverkar regelbundet i E!s The Soup.